# Vesicularia hilliana
Vesicularia hilliana är en bladmossart som beskrevs av Bruce H. Allen 1987. Vesicularia hilliana ingår i släktet Vesicularia och familjen Hypnaceae. Inga underarter finns listade i Catalogue of Life.